# Cuarta División del Ejército Nacional
La Cuarta División del Ejército Nacional de Colombia es una unidad operativa mayor compuesta por tres brigadas, ubicadas en el suroriente del país. Su sede se encuentra en Villavicencio (Meta). Su actual Comandante es el Brigadier General Freddy Fernando Gómez Gamba.

## Historia
Fue creada en 1983, actualmente con jurisdicción de 158.853 kilómetros cuadrados, en 31 municipios en Meta, Guaviare, Vaupés y dos municipios de Cundinamarca (Medina y Paratebueno), y parte de la Frontera con Brasil.Con presencia de pueblos indígenas y campesinos. Realiza operaciones en conjunto con la Fuerza Aérea Colombiana, la Armada de la República de Colombia, la Policía Nacional y entidades del gobierno contra el narcotráfico (en operaciones como el Plan Diamante y el Plan Horus), contra grupos armados ilegales protección del medio ambiente Batallón de desminado humanitario No.4 en Mesetas (Meta), uno de los municipios más afectados por las minas antipersona en Colombia.
Esta División se encuentra en un territorio afectado por La Violencia, el Conflicto Armado Interno en Colombia con presencia histórica de las FARC-EP ( Operación Casa Verde en 1990,Toma del Cerro Girasol en 1991, la Emboscada de la Carpa en 1996, el ataque a Miraflores y a La Uribe y la  Operación Vuelo de Ángel en 1998 parte de la Zona de Distensión entre 1998-2002, la Operación TH o Retoma de la zona de distensión en 2002, la Operación Corcel Negro), el paramilitarismo con grupos como 'los masetos' de Gonzalo Rodríguez Gacha, las Autodefensas Campesinas del Meta y Vichada, las Autodefensas Campesinas del Casanare(Masacre de Mapiripán en 1997 y la Masacre de San Carlos de Guaroa),  y el narcotráfico de carteles y Grupos Armados Organizados GAO.

## Unidades

### Séptima Brigada de Villavicencio
- Batallón de Infantería No. 20 Aerotransportado General Roergas Serviez
- Batallón de infantería No. 21 Batalla Pantano de Vargas
- Batallón de Ingenieros Aerotransportado No.7 General Carlos Albán Estupiñán
- Batallón de apoyo y servicios para el combate No.7 Antonia Santos Villavicencio.
- Batallón Especial Energético y Vial No.15,  Puerto Gaitán  Meta.
- Batallón de Infantería No. 29 General Germán Ocampo Herrera, con jurisdicción sobre los municipios de Uribe y Jardín de Peñas en el Meta.
- Batallón de Instrucción y Entrenamiento No.7 José Miguel Pey y Andrade
- Batallón de Combate Terrestre No.7 Héroes de Arauca

### Vigésima Segunda Brigada de Selva San José del Guaviare
Batallón de Infantería Aerotransportado No. 19 Gr Joaquín París Sede: San José del Guaviare
Batallón de Infantería No. 24 Gr. Luis Carlos Camacho Leyva Sede: Calamar (Guaviare)
Batallón de Selva No. 51 Gr. José María Ortega Sede: Miraflores (Guaviare)
Batallón de A.S.P.C. No. 22 "Tc. Benedicto Triana" Sede: San José del Guaviare
Batallón de Instrucción y Entrenamiento No. 22 "José Ignacio Álvarez de Salazar" Sede: El Retorno- Guaviare.
Batallón de Combate Terrestre No. 32 "Libertadores de La Uribe" Sede: Carurú - Vaupés

### Trigésima Primera Brigada de Selva Carurú
Batallón de Infantería de Selva No. 30 "Gr. Alfredo Vásquez Cobo"Sede: Mitú
Batallón de Selva No. 52 Coronel José Dolores Solano Sede: Cururú Vaupés